# Gemeentelijke herindelingsverkiezingen in Nederland 2011
De Gemeentelijke herindelingsverkiezingen in Nederland 2011 waren tussentijdse verkiezingen voor een Nederlandse gemeenteraad die gehouden werden op 23 november 2011.
De verkiezingen werden gehouden in vier gemeenten die betrokken waren bij een herindelingsoperatie die op 1 januari 2012 werd doorgevoerd.
De volgende gemeenten waren bij deze verkiezingen betrokken:
- de gemeenten Anna Paulowna, Niedorp, Wieringen en Wieringermeer: samenvoeging tot een nieuwe gemeente Hollands Kroon.[1]

Door deze herindeling daalde het aantal gemeenten in Nederland van 418 naar 415.